# Arte pré-histórica no Brasil

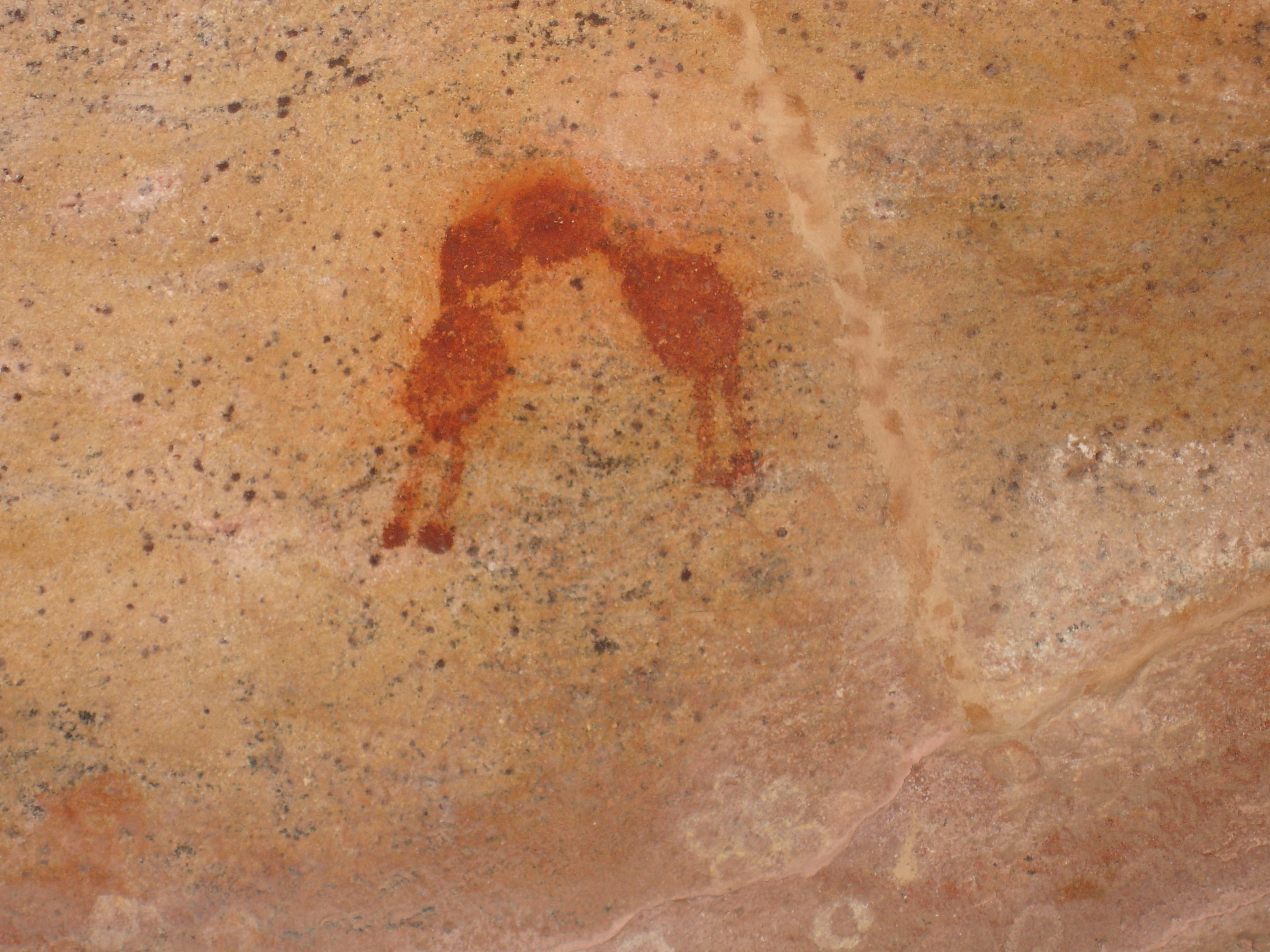
"O Beijo" - Pintura rupestre do Parque Nacional da Serra da Capivara

A Arte pré-histórica no Brasil compõe um conjunto de produções e manifestações iconográficas, esculturais e gráficas abrigadas em cavernas e grutas ou ao ar livre como paredões e lajedos, como registros de arte pré-histórica no território brasileiro. São exemplos representativos as ilustrações de arte indígena, grafismos esculpidos em pedra e artefatos como pratos, machados, cuias e vasilhas decoradas.
Tais produções se referem a grupos humanos pré-coloniais, mas sem uma datação precisa. Fragmentos, pinturas e cerâmicas rústicas são encontradas em todo território nacional, porém de maneira dispersa e não sistematizada. A depender dos grupos tradicionais estudados e do espaço em que viveram, suas produções podem variar entre 30.000 e 8.000 AEC.   

Gravuras esculpidas em rochas do sítio arqueológico e geológico das Lajes, à margem do rio Negro, em Manaus.

Na documentação arqueológica brasileira, predominam o uso de materiais como chifres, ossos, pedras e argilas, para a confecção de objetos utilitários (recipientes, agulhas, espátulas, pontas de projétil), adornos (pingentes e pontas de colar) e cerimoniais, atestando uma nítida preocupação estética, sobretudo, na variação de formas geométricas e no tratamento das superfícies e dos retoques.

## Sítios e Parques
- O Parque Nacional Serra da Capivara, no Piauí, possui registros pictóricos de cerca de 13.000 anos. [3]
- O Vale do Rio das Velhas, em Lagoa Santa, Minas Gerais[4], dispõe de gravuras de animais e seres humanos[4] em torno de 10.000 a 12.000 anos.
- Na Caverna da Pedra Pintada, no Pará, foram encontradas pinturas com cerca de 11 mil anos.[5]
- O Parque Nacional do Catimbau, em Pernambuco, apresenta também registros de pinturas rupestres e artefatos da ocupação pré-histórica criados por volta de 6.000 anos AEC. [6]
- O Parque Nacional das Cavernas do Peruaçu, em Minas Gerais, apresenta vestígios de arte rupestre localizados em várias cavernas, executados, acredita-se, entre 2.000 e 10.000 anos atrás.[7]
- A Pedra do Ingá, na Paraíba, possui inscrições de cerca de 2.000 a 5.000 anos,[8] período em que, suspeita-se, também foram criados alguns dos achados arqueológicos da Chapada Diamantina, na Bahia.[9]
- Na Ilha de Marajó, no Pará, encontram-se manifestações artísticas da Arte Marajoara, que variam entre 400 EC a 1400 EC[10]